# 木次町
木次町（きすきちょう）は、かつて島根県の東部にあった町。
2004年11月1日、大原郡大東町、加茂町、飯石郡三刀屋町、吉田村、掛合町と合併して雲南市となり消滅した合併後の人口は約4万6,000人。
斐伊川堤防桜並木が日本さくら名所100選に選ばれている。

## 地理
ヤマタノオロチ伝説の舞台となった斐伊川が流れている。

## 歴史
- 1889年（明治22年）4月1日 - 町村制の施行により木次町・木次村・斐伊村の区域をもって木次村が発足。
- 1891年（明治24年）4月1日 - 大字里方・山方が分立して斐伊村が発足。残部が町制施行して木次町となる。
- 1916年（大正5年）10月11日 - 簸上鉄道 宍道駅－木次駅間が開業。
- 1932年（昭和7年）12月18日 - 国有鉄道木次線 木次駅－出雲三成駅間が開業。
- 1951年（昭和26年）4月1日 - 斐伊村と合併し、改めて木次町が発足。
- 1955年（昭和30年）3月3日 - 日登村・仁多郡温泉村と合併して雲南木次町が発足。同日木次町（第1次）廃止。
- 1957年（昭和32年）5月3日 - 雲南木次町が改称して木次町（第2次）となる。
- 1957年（昭和32年）6月1日 - 飯石郡三刀屋町の一部（上熊谷・下熊谷の各一部）を編入。
- 1972年（昭和47年）2月1日 - 飯石郡三刀屋町と境界を変更。
- 2004年（平成16年）11月1日 - 大東町・加茂町・飯石郡三刀屋町・掛合町・吉田村と合併して雲南市が発足。同日木次町（第2次）廃止。

## 交通

### 鉄道
- 西日本旅客鉄道
  - 木次線：木次駅 - 日登駅

### 道路
- 松江自動車道三刀屋木次インターチェンジ
- 国道54号
- 国道314号

## 名所・旧跡・観光スポット・祭事・催事
- 出雲湯村温泉
- 東日登温泉「おろち湯ったり館」
- 斐伊川堤防桜並木
- 八本杉
- 奥出雲おろち号